# Code Lyoko Évolution
Code Lyoko
Code Lyoko Évolution est une série télévisée française, produite par MoonScoop, diffusée du 1er épisode le 5 janvier 2013 au 18e épisode le 27 avril 2013 sur France 4, puis du 19e épisode le 11 décembre 2013 au 26e épisode le 19 décembre 2013 sur Canal J. Elle fait suite à la série d'animation Code Lyoko créée en 2003.
Il s'agit d'une adaptation libre et en prise de vues réelles de la série télévisée d'animation Code Lyoko créée par Thomas Romain et Tania Palumbo.

## Synopsis
Jérémie (orthographié Jeremy dans la version anglophone), Yumi, Aelita, Ulrich, Odd et William retournent à leur vie quotidienne d'élèves du Collège Kadic. Mais XANA, le programme multi-agents qui était devenu leur ennemi mortel et qu'ils étaient parvenus à détruire, réapparaît. Les Lyoko Guerriers réactivent le supercalculateur afin de retourner sur Lyoko, et ainsi découvrir les raisons de cette réapparition et y mettre un terme avant que la Terre ne soit de nouveau menacée.

## Principales différences avecCode Lyoko
À l'inverse de Code Lyoko qui représente le monde réel sous la forme d'un dessin-animé 2D, Code Lyoko Évolution a sa partie réelle tournée avec de vrais acteurs. Le monde virtuel reste sous forme d'animation 3D, même si les graphismes des héros sont modifiés.
Deux territoires du monde virtuel, celui de la banquise et forêt ont été supprimés et un nouveau fait son apparition, nommé Cortex. Un nouveau personnage, Laura Gauthier, intègre le groupe. Kiwi, le chien d'Odd, a été laissé à la garde de ses sœurs et n'est donc plus présent dans la série. Nicolas et Hervé, les acolytes de Sissi, ont également disparu. Celle-ci n'a pas conservé son apparence originelle, comme les autres personnages secondaires (à l'exception notable de Jim). D'autres personnages, comme Milly et Tamyia, ne réapparaissent pas non plus. Lors de ses attaques, Xana, qui avait l’habitude de prendre possession d’humains ou d’objets, crée à présent des spectres polymorphes qu’il envoie sur Terre.
La bande originale de Code Lyoko Évolution a été intégralement refaite par rapport à l'original. Les paroles ont notamment disparu.

## Historique
Le 31 mai 2011, quatre ans après la diffusion de la fin de Code Lyoko, MoonScoop annonce la production d'une nouvelle saison de 26 épisodes, baptisée Code Lyoko Évolution. L'annonce est faite via la page Facebook officielle de la série et un courriel est envoyé massivement aux fans, indiquant que la série est programmée pour 2012. Le site officiel est fermé pour l'occasion et n'affiche plus qu'une image d'annonce.
Fin novembre 2011, MoonScoop annonce pour le printemps 2012 la sortie d'un jeu communautaire autour de la série, développé par le studio français 3DDUO, prévu pour sortir sous la forme d'une application Facebook pour promouvoir l'arrivée de la série.
Le 3 février 2012, MoonScoop dévoile le logo de Code Lyoko Évolution sur la page Facebook de la série ainsi que sur le site officiel de Code Lyoko. Le site rouvre quelques jours plus tard en organisant une audition ouverte aux Francophones entre 14 et 21 ans, afin de devenir les nouveaux héros de la série. Il se clôture le 26 mars 2012. Les annonces d'audition sont relayées également sur les chaînes de télévision Canal J et France 4.
Le 27 mai 2012, MoonScoop dévoile officiellement les nouveaux graphismes des personnages déjà existants dans une publicité cosplay de la Japan Expo. Quatre jours après, le 31 mai 2012, un concours de graffitis est organisé afin de les utiliser dans le décor de la série. Puis, le 4 juillet 2012, une audition pour la figuration est organisée au Futuroscope à Poitiers.
Le tournage de la série commence le 2 juillet 2012 et dure 9 semaines, près d'Angoulême, en Poitou-Charentes : notamment au Lycée Guez-de-Balzac pour les scènes du collège et en studio à Saint-Yrieix.
À partir de septembre 2012, des bandes-annonces sont dévoilées régulièrement, présentant diverses nouveautés de la série.
La distribution de la série est dévoilée officiellement le 5 décembre 2012. Le même jour, une avant-première privée est organisée pour une diffusion des deux premiers épisodes. Le premier épisode est également diffusé le 19 décembre 2012 sur le site Internet de France 4 pour promouvoir la série.
La série est diffusée en deux parties, la première du 5 janvier 2013 au 27 avril 2013 pour les épisodes 1 à 18. Les derniers épisodes de la série sont diffusés sur Canal J durant décembre 2013.

### Diffusion
| Pays            | Diffusion 1er épisode | Diffusion dernier épisode |
| --------------- | --------------------- | ------------------------- |
| France          | 5 janvier 2013        | 19 décembre 2013          |
| Belgique        | 6 octobre 2013        | 26 janvier 2014           |
| Hongrie         | 26 juillet 2013       | 2 août 2013               |
| Serbie          | 13 décembre 2013      | 7 janvier 2014            |
| Arabie saoudite | 27 mars 2016          | 2 mai 2016                |

## Fiche technique
- Titre : Code Lyoko Évolution
- Réalisation : Luccio Di Rosa (prise de vue réelle), Florian Ferrier (animation 3D)
- Directeur d'écriture : David Carayon
- Décors : Paul Chapelle
- Costumes : Isabelle Ledit
- Photographie : Thomas Jacquet
- Musique : Alexis Rault (générique), Fabrice Aboulker et Damien Roche
- Sociétés de production : MoonScoop, en association avec Norimage Films
- Production déléguée : Christophe Di Sabatino et Benoît Di Sabatino
- Production exécutive : Maia Tubiana et Pascal Lamargot
- Budget : 5 600 000 €[9] (2 100 000 € (prise de vue réelle) / 3 500 000 € (animation 3D))
- Pays d'origine :  France
- Langue originale : français
- Genre : animation 3D, science-fiction
- Durée : 23 minutes
- Pays de production : Angoulême (Lycée Guez-de-Balzac, studio Aredi), France (3D)[10].

## Distribution
- Léonie Berthonnaud : Aelita Schaeffer
- Marin Lafitte : Jérémie Belpois
- Mélanie Tran : Yumi Ishiyama
- Gulliver Bevernaege-Benhadj : Odd Della Robbia
- Quentin Merabet : Ulrich Stern
- Diego Mestanza : William Dunbar
- Pauline Serieys : Laura Gauthier
- Étienne Chicot : le père de Laura
- Bastien Thelliez : Jim Moralès
- Clémency Haynes : Elisabeth « Sissi » Delmas
- Hugues Massignat : Franz Hopper
- Éric Soubelet : Jean-Pierre Delmas
- Sandrine Rigaux : Anthéa Schaeffer
- Sophie Fougère : Suzanne Hertz

## Liste des épisodes
La série est composée de 26 épisodes de 23 minutes. Le premier épisode est diffusé en avant-première sur le site internet de France 4 depuis le 19 décembre 2012.
La série est ensuite diffusée à partir du 5 janvier 2013 sur France 4 à compter d'un épisode par semaine. Les épisodes 2 et 3 ont également été diffusés en access prime-time le 5 janvier.

### Épisode 1:XANA 2.0
- Scénario : Jérôme Mouscadet, Sophie Decroisette, David Carayon, Hadrien Soulez Larivière
- 1re diffusion : 
  -  Belgique : 6 octobre 2013 sur La Trois
  -  France :
    - 5 décembre 2012 lors de l'avant première à l'Entrepôt (Paris 14e)
    - 19 décembre 2012 sur Internet
    - 5 janvier 2013 sur France 4
- Résumé : À la suite d'étranges incidents dans le collège Kadic, Aelita est certaine que XANA est de retour et convainc les autres de rallumer le supercalculateur. Au départ, tout semble calme sur Lyoko, mais rapidement une tour est activée, permettant de créer dans le monde réel un spectre polymorphe qui va attaquer nos héros. XANA est donc bien de retour, et il a évolué. La menace n'en est que plus lourde. Nos héros décident de reprendre du service...

### Épisode 2:Cortex
- Scénario : Sophie Decroisette, Jérôme Mouscadet, David Carayon, Bruno Regeste
- 1re diffusion : 
  -  France : 5 janvier 2013 sur France 4
  -  Belgique : 13 octobre 2013 sur La Trois
- Résumé : Jérémie et Aelita ont réussi à repérer le lieu où XANA a vraisemblablement été réactivé. Nos héros décident de s'y rendre à bord du Skid, le sous-marin numérique qui permet de voyager dans le réseau mondial, et que Jérémie a reprogrammé. Mais au moment du départ, Odd se retrouve enfermé dans un local du collège. De son côté, William cherche à réintégrer l'équipe des Lyoko-guerriers...

### Épisode 3:Spectromania
- Scénario : Hadrien Soulez Larivière
- 1re diffusion : 
  -  France : 5 janvier 2013 sur France 4
  -  Belgique : 20 octobre 2013 sur La Trois
- Résumé : Un élève de classe de sixième poursuit les héros, provoquant chez eux d'étranges troubles dès qu'il les touche. Pas de doute : c'est un spectre. Les héros partent sur Lyoko pour désactiver la tour qui a permis au spectre d'apparaitre. Mais, sur Lyoko, Aelita est dévirtualisée avant d'avoir atteint la tour. Gros problème, car, en théorie, elle seule peut désactiver une tour. Jérémie repère bientôt une seconde tour activée cachée par la première.

### Épisode 4:MmeEinstein
- Scénario : Bruno Regeste
- 1re diffusion : 
  -  France : 19 janvier 2013 sur France 4
  -  Belgique : 27 octobre 2013 sur La Trois
- Résumé : Jérémie a programmé un nouveau véhicule, le Mégapod, un véhicule permettant de s'adapter aux mouvements de terrain du Cortex. Parallèlement, Laura, nouvelle camarade de classe des Lyoko-guerriers, cherche à en apprendre plus sur le groupe. Les Lyoko-guerriers retournent sur le Cortex pour aller chercher des informations dans le cœur et tester le nouveau véhicule. C'est Yumi qui conduit le véhicule mais celui-ci se retrouve bloqué au-dessus de la mer numérique. XANA attaque le véhicule et c'est Aelita, Odd et Ulrich qui doivent le défendre. Problème, le véhicule est bogué, résultat, Yumi reste coincée et risque de tomber dans la mer numérique.

### Épisode 5:Rivalité
- Scénario : Nicolas Robin, Hervé Benedetti
- 1re diffusion : 
  -  France : 26 janvier 2013 sur France 4
  -  Belgique : 3 novembre 2013 sur La Trois
- Résumé : Les héros sont toujours réticents envers William. De son côté, Ulrich montre des signes de jalousie en voyant que Yumi et William sont souvent ensemble. XANA attaque et envoie un clone à l'image de William pour récupérer les code-sources des Lyoko-guerriers. Il commence par s'attaquer à Yumi puis prend en chasse Ulrich qui veut faire diversion. C'est Odd qui désactive la tour. Mais XANA ne tarde pas à réattaquer à nouveau en piratant le réseau téléphonique. Le problème est qu'Ulrich est le seul pouvant encore se rendre sur Lyoko et désactiver la tour. Les autres refusent cependant de le laisser tenter la mission seul et demandent l'aide de William. En entendant cela, Ulrich se virtualise et part vers la tour tout seul voulant effectuer la mission sans son rival. William le rejoint et commence à le provoquer en lui empruntant son Overbike. Les deux tentent alors de rivaliser de performance en combattant les monstres plutôt que de travailler ensemble ce qui coûte presque une chute dans la Mer Numérique à Ulrich, qui sera sauvé par William. Une fois la tour désactivée, les Lyoko-guerriers, inquiets de la montée régulière en puissance de XANA acceptent de laisser William réintégrer l'équipe.

### Épisode 6:Soupçons
- Scénario : Diane Morel
- 1re diffusion :
  -  France : 2 février 2013 sur France 4
  -  Belgique : 10 novembre 2013 sur La Trois
- Résumé : Aelita presse Jérémie de finir les modifications du véhicule qui lui permettra de retourner sur le Cortex. Elle doit en avoir le cœur net. Pourquoi y avait-il une image de son père dans ce Supercalculateur ? Malheureusement, plus ils approchent du Dôme, plus les soupçons assaillent Aelita qui se demande si son père est à l'origine de cette machine et qui a permis le retour de XANA. Elle devra chercher ailleurs la certitude que son père est innocent. Pendant ce temps, Yumi cherche à organiser une fête pour collecter des fonds pour le Japon, frappé par une tempête. Ce n'est pas facile quand on est seule, avec tous ses amis dans le Cortex, et XANA qui lance une attaque.

### Épisode 7:Compte à rebours
- Scénario : David Sauerwein
- 1re diffusion :
  -  France : 9 février 2013 sur France 4
  -  Belgique : 17 novembre 2013 sur La Trois
- Résumé : Un nouveau spectre est envoyé au lycée. Odd s'en retrouve victime et ne sait plus s'exprimer autrement qu'en baragouinant des propos incompréhensibles. Sur Lyoko, la tour est inaccessible car elle est protégée par un mur composé de nombreux Bloks.

### Épisode 8:Virus
- Scénario : Hadrien Soulez Larivière
- 1re diffusion :
  -  France : 16 février 2013 sur France 4
  -  Belgique : 24 novembre 2013 sur La Trois
- Résumé : Lyoko et le Cortex étant créé sur le même modèle, Jérémie tente de créer un virus afin de détruire le Cortex de l'intérieur. N'y arrivant pas, malgré l'aide d'Aelita, il fait appel à la nouvelle surdouée du collège, Laura, à qui ils font découvrir le supercalculateur. Laura parvient à créer un virus, mais en profite, à l'insu de Jérémie, pour pirater le programme de retour vers le passé qui n'a alors plus d'effet sur elle.

### Épisode 9:Comment tromper XANA?
- Scénario : Bruno Regeste
- 1re diffusion :
  -  France : 23 février 2013 sur France 4
  -  Belgique : 1er décembre 2013 sur La Trois
- Résumé : Jérémie à l'idée de créer des faux-codes afin d'en charger ses amis pour repousser les attaques de XANA contre eux. Ulrich se porte volontaire pour être le premier à tester ces faux-codes.

### Épisode 10:Le réveil du guerrier
- Scénario : Nicolas Robin, Hervé Benedetti
- 1re diffusion :
  -  France : 2 mars 2013 sur France 4
  -  Belgique : 8 décembre 2013 sur La Trois
- Résumé : Ulrich veut rester au lycée en raison d'une compétition scolaire de karaté. Le reste du groupe lui reproche de faire passer ses activités personnelles avant leurs missions sur Lyoko. Sur le Cortex, les héros se préparent à affronter de nouveaux ennemis, les Ninjas, qui attaquent de façon bien plus imprévisible que les monstres habituels.

### Épisode 11:Rendez-vous
- Scénario : Diane Morel
- 1re diffusion :
  -  France : 9 mars 2013 sur France 4
  -  Belgique : 15 décembre 2013 sur La Trois
- Résumé : Aelita reçoit un message sur son ordinateur lui donnant rendez-vous dans un manoir. Sur place, elle y découvre sa mère, Anthéa. Mais Jérémie y devine un piège. Il demande à Laura de s'occuper de commander ses amis sur Lyoko pendant que lui essaye de sauver Aelita.

### Épisode 12:Chaos à Kadic
- Scénario : David Sauerwein
- 1re diffusion :
  -  France : 16 mars 2013 sur France 4
  -  Belgique : 22 décembre 2013 sur La Trois
- Résumé : De nombreux bugs informatiques et électriques ont lieu au collège, provoquant notamment des erreurs d'attribution des notes de devoir aux élèves. Le père de Laura vient voir sa fille au collège pour comprendre l'origine de sa mauvaise note et la menace de l'envoyer dans un autre lycée meilleur pour elle. Pour ne pas partir, celle-ci lui montre l'Usine et le Supercalculateur.

### Épisode 13:Vendredi 13
- Scénario : Anne-Sophie Nanki, David Carayon, Eugénie Dard
- 1re diffusion :
  -  France : 23 mars 2013 sur France 4
  -  Belgique : 29 décembre 2013 sur La Trois
- Résumé : Odd a gagné le gros lot à la loterie européenne. Après enquête, Jérémie découvre que XANA en a pris le contrôle et qu'il y a des millions de gagnants ce jour. Pendant qu'Odd, qui se pense nouvellement riche, est parti acheter des roses pour Sam, les autres partent sur Lyoko désactiver la tour. Revenus sur Terre, les héros découvrent que l'attaque n'était qu'une diversion et que XANA est en train de s'en prendre au Skidbladnir. Seul Odd est encore capable de se rendre sur Lyoko pour libérer le vaisseau du virus.

### Épisode 14:Intrusion
- Scénario : Nicolas Robin, Hervé Benedetti
- 1re diffusion :
  -  France : 30 mars 2013 sur France 4
  -  Belgique : 5 janvier 2014 sur La Trois
- Résumé : Nouvelle mission d'enquête sur le Cortex pour localiser le supercalculateur qui génère le territoire, où William, Yumi, Odd et Aelita affrontent les Ninjas. Pendant ce temps, Ulrich reste au lycée car il s'est brouillé avec Yumi à cause d'un texte où elle le décrit. Au retour du groupe sur Lyoko, ils découvrent qu'un Ninja les a suivis sur Lyoko.

### Épisode 15:Les sans-codes
- Scénario : Diane Morel
- 1re diffusion :
  -  France : 6 avril 2013 sur France 4
  -  Belgique : 12 janvier 2014 sur La Trois
  -  Hongrie : 22 juillet 2013 sur Megamax
- Résumé : À la suite d'une nouvelle attaque d'un spectre de XANA, Odd se retrouve vide de codes et ne peut donc plus désactiver les tours de Lyoko. Vexé de ne plus pouvoir servir à l'équipe, il met en place un « bunker » dans le collège où y enfermer ses amis encore porteurs de codes afin de les protéger des spectres lors des attaques de XANA. Mais son idée est un échec.

### Épisode 16:Confusion
- Scénario : David Sauerwein, Eugénie Dard
- 1re diffusion :
  -  France : 13 avril 2013 sur France 4
  -  Belgique : 19 janvier 2014 sur La Trois
  -  Hongrie : 23 juillet 2013 sur Megamax
- Résumé : XANA lance d'étranges attaques sans cohérence. Après analyse du superscan, Jérémie découvre que les tours de Lyoko s'activent et se désactivent rapidement sans savoir expliquer pourquoi. Le groupe décide d'explorer le Cortex pour comprendre la raison des bugs de XANA. De son côté, Laura a entendu parler de Franz Hopper et décide d'enquêter dessus. Elle est découverte par Aelita qui part l'espionner. Dans le noyau du Cortex, le groupe découvre de très nombreux monstres de XANA en train d'affronter des Ninjas tout aussi nombreux. Une fois le Noyau vidé de ces occupants, Jérémie envoie un message pour donner rendez-vous à Tyron, un ancien collaborateur de Franz Hopper. Le rendez-vous a lieu le lendemain sur le Cortex : Tyron ne connait pas XANA.

### Épisode 17:Un avenir professionnel assuré
- Scénario : Hadrien Soulez Larivière
- 1re diffusion :
  -  France : 20 avril 2013 sur France 4
  -  Belgique : 26 janvier 2014 sur La Trois
  -  Hongrie : 24 juillet 2013 sur Megamax
- Résumé : Un recruteur d'une grande agence de recherche en informatique quantique vient au lycée rencontrer quelques élèves, dont Jérémie et Laura. Mais il se révèle rapidement être un agent de Tyron. Si Jérémie parvient à tromper les questionnaires de l'agent, Laura n'y parvient pas et révèle le supercalculateur de l'Usine à l'agent.

### Épisode 18:Obstination
- Scénario : Bruno Regeste
- 1re diffusion :
  -  France : 27 avril 2013 sur France 4
  -  Hongrie : 25 juillet 2013 sur Megamax
- Résumé : Aelita fait d'étranges rêves sur sa mère, Anthéa. Cela la rend obsédée d'en finir avec XANA. Jérémie et Laura ont justement achevé la création du virus qui doit détruire le Cortex. Ulrich s'étant fait une entorse à la cheville et Odd devant faire des heures de colle, seuls Wiliam, Yumi et Aelita peuvent se rendre sur le Cortex. Seule Aelita atteint finalement le Noyau du territoire. Alors qu'elle s'apprête à lancer le virus, les écrans de l'interface du Cortex s'activent et montrent une vidéo, qui semble en direct, du laboratoire de Tyron. Ce dernier apparait alors, accompagné d'une femme : Anthéa. Le groupe décide, à la place d'Aelita, d'interrompre la mission : ayant la preuve qu'Anthéa est vivante, détruire le Cortex reviendrait à perdre tout contact possible avec elle.

### Épisode 19:Le piège
- Scénario : Nicolas Robin, Hervé Benedetti
- 1re diffusion :
  -  Hongrie : 26 juillet 2013 sur Megamax
  -  France : 12 décembre 2013 sur Canal J
- Résumé : Pour empêcher XANA de récupérer sa puissance, Jérémie a l'idée de capturer un spectre et de récupérer ses codes de programmation. Mais le spectre détruit les scans durant l'opération et des particules se virtualisent sur Lyoko. Quiconque touchant ce spectre tombe alors dans un coma et Ulrich, Yumi et Odd se retrouvent coincés sur Lyoko...
- Note : Cet épisode est le premier à ne pas avoir été diffusé la semaine suivant l'épisode précédent, France 4 ayant prévu une pause dans la diffusion de la série. L'épisode a néanmoins été proposé sur le magasin en ligne de l'iTunes Store le 5 mai 2013, au lendemain de la diffusion prévue, avant d'être retiré de la plate-forme le jour suivant[12].

### Épisode 20:Espionnage
- Scénario : Hadrien Soulez Larivière
- 1re diffusion :
  -  Hongrie : 27 juillet 2013 sur Megamax
  -  France : 13 décembre 2013 sur Canal J
- Résumé : Jérémie a trouvé un moyen de pirater le système vidéo du labo de Tyron. Aelita s'en réjouit: elle va pouvoir entrer en contact avec sa mère. Alors que les Lyoko-Guerriers le testent au Cortex, ils se font repérer par Tyron. Les Ninjas de ce dernier les dévirtualisent en un instant, sauf Aelita, qui décide de rester. Aelita est formelle : elle doit rester sur le Cortex pour attendre un quelconque signe de sa mère...

### Épisode 21:Faux-semblants
- Scénario : Bruno Regeste
- 1re diffusion :
  -  Hongrie : 28 juillet 2013 sur Megamax
  -  France : 14 décembre 2013 sur Canal J
- Résumé : Une nouvelle attaque pose problème aux Lyoko-guerriers : XANA envoie un spectre polymorphe sur Terre à leur image et crée également des doubles d'eux-mêmes sur Lyoko. La paranoïa s'installe chez les Lyoko-guerriers...

### Épisode 22:Mutinerie
- Scénario : Diane Morel
- 1re diffusion :
  -  Hongrie : 29 juillet 2013 sur Megamax
  -  France : 15 décembre 2013 sur Canal J
- Résumé : Laura a décidé de se révolter contre les Lyoko-guerriers et décide, malgré les interdictions de Jérémie, de lancer le virus qui permettra de tuer XANA mais qui coupera également tout lien en Aelita et sa mère. Elle parvient à rallier William à sa cause. Cependant, une fois sur le Cortex, l'impensable se produit : William se fait xanatifier. Il est finalement libéré de l'emprise de XANA par Yumi, qui detruit la méduse et Laura est bannie des lyokos-guerriers.

### Épisode 23:Le blues de Jérémie[13]
- Scénario : Eugénie Dard
- 1re diffusion :
  -  Hongrie : 30 juillet 2013 sur Megamax
  -  France : 16 décembre 2013 sur Canal J
- Résumé : C'est l'anniversaire d'Aelita. Alors que ses amis lui préparent une surprise, Jérémie tombe dans un piège de XANA : ce dernier parvient à détruire le Skid et buguer l'Holomap. S'en voulant pour son erreur, Jérémie laisse tomber ses amis...

### Épisode 24:Paradoxe temporel
- Scénario : Nicolas Robin & Hervé Benedetti
- 1re diffusion :
  -  Hongrie : 31 juillet 2013 sur Megamax
  -  France : 17 décembre 2013 sur Canal J
- Résumé : Lors d'une attaque sur le Cortex, Odd, Ulrich et Aelita se retrouvent bloqués dans une sphère qui s'avère être une boucle temporelle les ramenant indéfiniment au cours de gym de Jim qu'ils ont vécu le matin même.

### Épisode 25:Hécatombe
- Scénario : Bruno Regeste
- 1re diffusion :
  -  Hongrie : 1er août 2013 sur Megamax
  -  France : 18 décembre 2013 sur Canal J
- Résumé : Yumi et Aelita décident de retourner sur le Cortex pour contacter la mère de cette dernière. Mauvaise nouvelle : XANA attaque en envoyant un spectre sur Terre et Odd et Ulrich en font les frais ! Les choses se compliquent quand Yumi est dévirtualisée : Aelita est la seule à pouvoir désactiver la tour...

### Épisode 26:Ultime mission
- Scénario : Hadrien Soulez-Lariviere
- 1re diffusion :
  -  Hongrie : 2 août 2013 sur Megamax
  -  France : 19 décembre 2013 sur Canal J
- Résumé : XANA a atteint les 95 % de sa puissance : pour Jérémie, il est temps de détruire le Cortex. Cependant, les 5 héros ne tiennent pas face à la puissance de XANA ! Autre surprise, Tyron a retrouvé la trace des Lyoko-guerriers...

## Réception
Code Lyoko Évolution reçoit un accueil mitigé. La série obtient un score moyen de 2,5/5 sur le site Allociné et une note de 6,3/10 sur IMDb.